# Podvisz (Krivogastani)
Podvisz (macedónul: Подвис) település Észak-Macedóniában, a Pelagonijai körzet Krivogastani járásában.

## Népesség
| Lakosok száma | 218  | 240  | 271  | 242  | 232  | 181  | 152  | 143  | 98   |
|               | 1948 | 1953 | 1961 | 1971 | 1981 | 1991 | 1994 | 2002 | 2021 |

- 2002-ben 143 lakosa volt, akik mindannyian macedónok.